# 漢內·德斯梅特
漢內·德斯梅特（荷蘭語：Hanne Desmet，1996年10月26日—），比利時短道速滑運動員，她代表比利時隊參加了中國舉行的2022年冬季奧林匹克運動會，並且在女子1000米比賽上獲得銅牌。弟弟斯泰因同样也是短道速滑运动员。